# Histoire tragique avec fin heureuse
Histoire tragique avec fin heureuse (dt. etwa Tragische Geschichte mit glücklichem Ende) ist ein animierter Kurzfilm von Regina Pessoa aus dem Jahr 2005. Er entstand in französisch-kanadisch-portugiesischer Co-Produktion. Alternativtitel sind Tragic Story With Happy Ending und História trágica com final feliz.

## Handlung
Ein Mädchen lebt in einem Dorf. Es ist unglücklich, schlägt sein Herz doch schneller und lauter als das anderer Menschen. Auch die Leute im Dorf sind unzufrieden, lässt sie der laute Herzschlag des Mädchens doch nicht schlafen. Das Mädchen erklärt vergeblich, dass sie ein Vogelherz in sich trägt, also eigentlich ein Vogel in Menschengestalt sei. Sie flieht eines Tages verzweifelt aus dem Dorf, kehrt jedoch zurück.
Mit der Zeit gewöhnen sich die Menschen an den lauten Herzschlag und leben gar im Rhythmus dieses Schlages. Auch das Mädchen freundet sich mit seinem Körper an. Eines Tages entwickelt sie Flügel und fliegt aus ihrem Zimmer in die Luft und verschwindet. Die Menschen des Dorfes sind überrascht, wissen sie doch nicht, ob das Mädchen neu geboren oder gestorben ist. Das Leben im Dorf geht weiter, jedoch unregelmäßiger und langweiliger.

## Produktion
Bereits während ihres Kunststudiums an der Universität Porto, das sie 1998 beendete, hatte Regina Pessoa die Idee für den Kurzfilm Histoire tragique avec fin heureuse. Als Inspiration diente ihr eine Studienarbeit, in der sie mit Gravur und Siebdruck arbeitete. Im Jahr 2001 stellte Pessoa das Projekt auf dem Festival d’Animation Annecy im Rahmen des Espace Projects vor, wo es mit drei Preisen ausgezeichnet wurde. Wie Pessoas Filmdebüt A Noite aus dem Jahr 1999 wurde auch Histoire tragique avec fin heureuse in Gravur animiert. Im Gegensatz zu A Noite, der per Gipsgravur entstand, realisierte Pessoa Histoire tragique avec fin heureuse in Tusche auf Glanzpapier, die nachträglich mit einem Messer eingekratzt wurde. So erhielt sie sehr harte und kontrastreiche Linien. Der Film wurde in Schwarzweiß realisiert.
Der Film entstand im Rahmen des Artist-in-Residence-Programmes von Folimage. Weitere Produzenten des Films waren Arte France, Ciclope Filmes und das National Film Board of Canada. Erzählerin des Films ist Manuela Azevedo. Der 2005 fertiggestellte Kurzfilm lief unter anderem im Rahmen des Festival d’Animation Annecy (2006) und des Hiroshima Kokusai Animation Festivals (2006).

## Auszeichnungen
Histoire tragique avec fin heureuse gewann insgesamt 26 internationale Preise. Im Jahr 2006 wurde der Film mit dem Cristal d’Annecy des Festival d’Animation Annecy ausgezeichnet. Er gewann 2006 den Filmpreis in der Sparte Animation des Caminhos do Cinema Português Filmfestivals von Coimbra sowie den Spezialpreis der Jury des Hiroshima Kokusai Animation Festivals. Bei den Lutins du court métrage erhielt der Film 2006 einen Lutin in der Kategorie „Bester Animationsfilm“. Der Film war 2007 für einen Genie Award als Bester animierter Kurzfilm nominiert.